# Weka or Long Island
Weka or Long Island ist eine Insel im Rakituma / Preservation Inlet in der Region Southland im Südwesten der Südinsel von Neuseeland.

## Geographie
Weka or Long Island befindet sich im Rakituma / Preservation Inlet zwischen Coal Island und Steep-to Island 1,37 km und 2,67 km auf der westlichen Seite und dem Festland rund 730 m auf der östlichen Seite. Die 102,8 Hektar große Insel erstreckt sich über rund 2,28 km in Nord-Süd-Richtung und misst an ihrer breitesten Stelle rund 765 m ist Ost-West-Richtung. Die höchste Erhebung der Insel befindet sich mit einer Höhe von 132 m am südlichen Ende des Eilands.
Weitere Nachbarinsel sind mit Round Island rund 405 m westlich des nördlichen Teils der Insel zu finden und rund 1,35 km mit der nordnordwestlich liegenden Inselgruppe der Cording Islands.
Die Insel ist gänzlich bewaldet.